# Olinia vanguerioides
Olinia vanguerioides är en tvåhjärtbladig växtart som beskrevs av E. G. Baker. Olinia vanguerioides ingår i släktet Olinia och familjen Penaeaceae. Inga underarter finns listade i Catalogue of Life.